# Charles d'Ambleville
Pour les articles homonymes, voir Ambleville.
Charles d’Ambleville est un musicien et compositeur jésuite, actif en France dans la première moitié du XVIIe siècle, né dans le diocèse d’Évreux le 6 juin 1588 et mort à Rouen le 6 juillet 1637.

## Biographie
On sait peu de choses sur lui, mais sa musique publiée est parvenue jusqu'à nous.
Il est admis au noviciat des Jésuites le 29 septembre 1610. En 1620 il était procureur d'un couvent de Rouen (donc chargé du temporel de cette maison religieuse). Il y était probablement aussi maître de musique. Entre 1626 et 1629 au moins, il occupait les mêmes fonctions au collège des Jésuites d'Orléans (maintenant le lycée Pothier). On ignore s'il fut en relation avec une autre figure de la musique à Orléans à cette époque, Abraham Fourdy, maître de musique de la collégiale Saint-Aignan jusqu'en 1633 et plus âgé que lui.

## Œuvres
Comme bien d'autres compositeurs à cette époque, c'est seulement vers la fin de sa vie qu'il entreprit de publier sa musique. C'est ainsi qu'on a pu conserver de lui trois recueils de musique sacrée, qui contiennent les pièces les plus utiles de la liturgie catholique. Sur l’analyse de ses œuvres, voir Launay 1993 p. 154-157.
- Octonarium sacrum seu canticum B.[eatæ] Virginis per diversos ecclesiæ tonos decantatum… Paris : Pierre I Ballard, 1634. 2°, 44 f., musique. RISM A 900, Guillo 2003 no 1634-A.

Contient huit Magnificat du premier au huitième ton, de 3 à 6 voix, versets impairs seuls, en style fugué.
- Harmonia sacra seu vesperæ in dies tum dominicos, tum festos totius anni, una cum Missa ac Litaniis Beatæ Virginis cum quatuor vocibus. Paris : Pierre I Ballard, 1636. 4 vol. 4°, musique. Guillo 2003 no 1636-A.

Contient 11 psaumes en faux-bourdon (en versets impairs), 4 Magnificat, 12 psaumes en musique figurée, 31 hymnes, 5 antiennes, un Domine salvum, la messe Psallite Domino et les Litanies de la Vierge.
Dédicace à Hubert de Champagne, marquis de Villaines et baron de La Vausselle. Avertissement au lecteur dans lequel Ambleville souligne que la musique qu’il propose peut être adaptée aux divers effectifs disponibles (plain-chant seul, solistes, chœur, orgue…). Contient aussi une brève instruction sur les huit tons.
La messe Psallite Domino est mise en partition par Jean-Christophe Frisch et disponible sur IMSLP.
- Harmonia sacra seu vesperæ in dies tum dominicos, tum festos totius anni, una cum Missa ac Litaniis Beatæ Virginis cum sex vocibus. Paris : Pierre I Ballard, 1636. 6 vol. 4°, musique. RISM A 901[6], Guillo 2003 no 1636-B.

Contient 11 psaumes en faux-bourdon (en versets pairs), 4 Magnificat, 9 psaumes en musique figurée, 16 hymnes, 5 antiennes, un Domine salvum, la messe O Beata Cæcilia, et les Litanies de la Vierge.
Les psaumes en faux-bourdons qui débutent chaque volume peuvent être chantés à 4 et 6 voix alternativement, en double chœur, ou bien sûr plus simplement en mode alternatim (un verset en plain-chant, un verset en musique).
Dédicace à Henri II de Guise, archevêque de Reims et pair de France, et avertissement au lecteur.
Par ailleurs, Gastoué attribue à Ambleville l’ouvrage suivant, mais sans donner aucune autre explication :
- Airs [à 4 voix] sur les hymnes sacrez, odes, et noëls pour chanter au catéchisme, le premier dessus comme étant le sujet sert pour chanter seul. Avec plusieurs excellens faux-bourdons sur les huict tons. Paris : Pierre I Ballard, 1623. 1 volume 8°, 52 p., musique notée. RISM 16234 et A 899, Guillo 2003 no 1623-C. Réédition en 1655 (RISM 16552, Guillo 2003 no 1655-A).

Musique composée sur les textes du Jésuite Michel Coyssard.

## Discographie
- Jean-Marie Amiot. Messe des Jésuites de Pékin = Mass of the Jesuits in Beijing. Ensemble Meihua Fleur de Prunus et Chœur du Centre catholique chinois de Paris, dir. François Picard, Ensemble XVIII-21, dir. Jean-Christophe Frisch. 1 CD Auvidis-Astrée, 1998. Réédition Naïve, 2007. Ce disque contient aussi la messe Psallite Domino d’Ambleville, présentée comme une pièce qui aurait pu être chantée dans la mission jésuite de Pékin à cette époque.